# Syntretus trigonaphagus
Syntretus trigonaphagus is een insect dat behoort tot de orde vliesvleugeligen (Hymenoptera) en de familie van de schildwespen (Braconidae). De wetenschappelijke naam van de soort werd voor het eerst geldig gepubliceerd door Gloag, Shaw & Burwell in 2009.